# Guapirama
Guapirama là một đô thị thuộc bang Paraná, Brasil. Đô thị này có diện tích 189,099 km², dân số năm 2007 là 3688 người, mật độ 22,5 người/km².